# Vilagarcía de Arousa
Vilagarcía de Arousa est une commune d'Espagne de la province de Pontevedra en Galice. Elle est le chef-lieu de la comarque O Salnés. Elle borde la ria de Arosa.

## Géographie

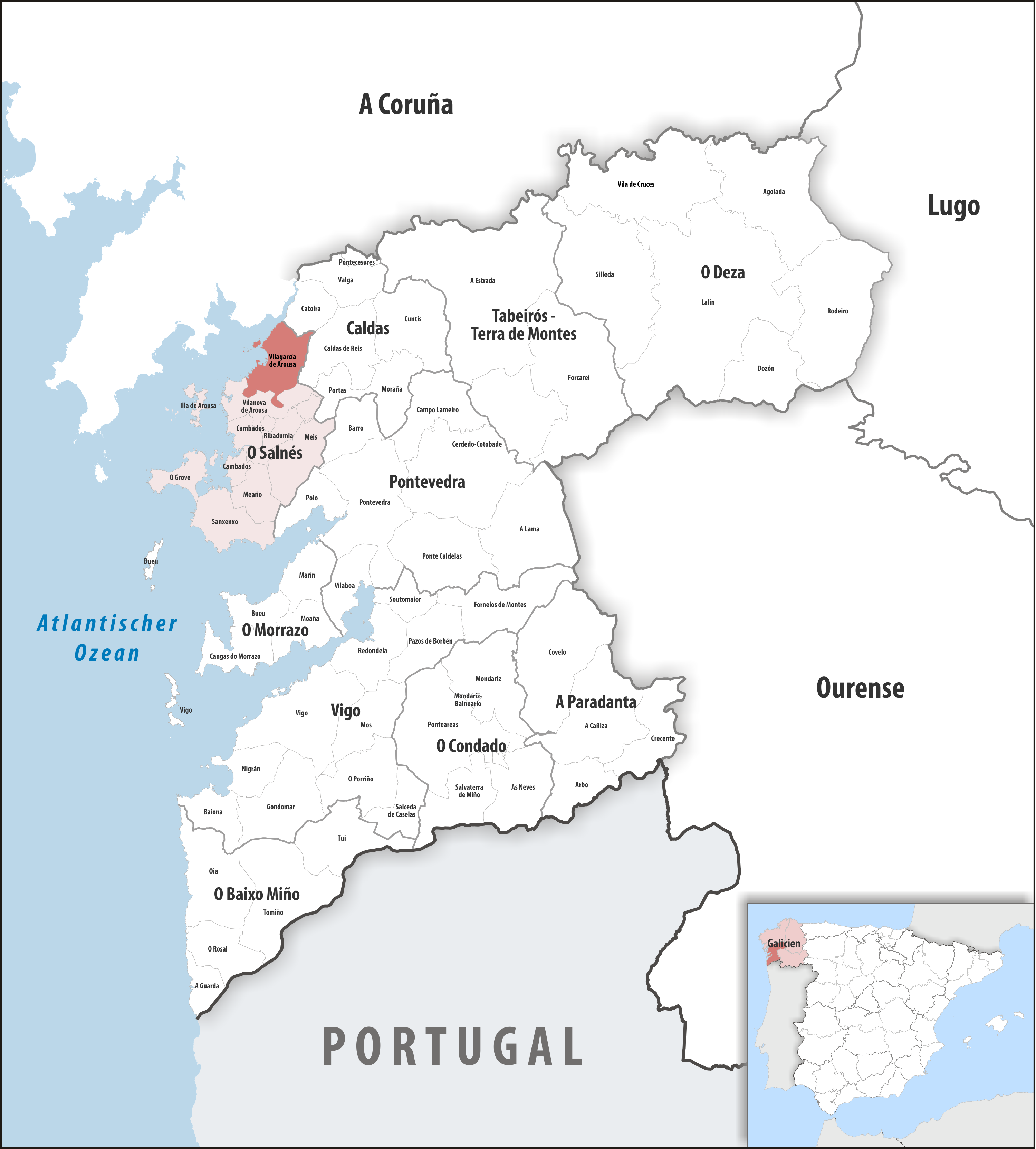
Vilagarcía de Arousa dans la comarque O Salnés, province de Pontevedra / en Galice

### Localisation
La commune de Vilagarcía de Arousa se trouve au nord du Portugal, sur la côte ouest de la communauté autonome de Galice, sur la frange nord-ouest de la province de Pontevedra et la frange nord de la comarque O Salnés.
Pontevedra, le chef-lieu de la province et capitale des Rias Basses espagnoles, est à 28 km sud-sud-est ;
Saint-Jacques-de-Compostelle à 52 km nord-est ;
Madrid à 650 km sud-est (distances par route).

### Description
Vilagarcía de Arousa est une petite ville récente, qui se caractérise par une concentration municipale de services, publics et privés, en contraste avec une démographie de petite ville. Parmi ses services publics, on peut compter l'hôpital public (réseau public galicien de santé SERGAS - Servizo Galego de Saúde) de la comarque, un tribunal de seconde instance, une délégation de l'administration des impôts, des services du ministère de l'Intérieur (police), le centre des pompiers de la comarque, etc. Dans la sphère privée, la commune est pourvue d'un petit centre commercial, de plusieurs supermarchés, de sept salles de cinéma, de quelques restaurants et hôtels, d'une association de petits commerçants du centre-ville. Cette offre de services est due à l'importance démographique de la comarque du Salnés, 111 763 habitants en 2010, même si tous les services importants se concentrent à Pontevedra, qui attire la population de la comarque du Salnés.

## Histoire
Le port de Carril (es), sur la commune et juste au nord de Vilagarcía, est plus ancien. Jerónimo del Hoyo (gl) le mentionne dans ses Memorias del Arzobispado de Santiago en 1607, précisant qu'il existe depuis le début du XVIe siècle :

« Esta villa del Carril se comenzó a fundar habrá poco más de cien años. Fundáronla algunos vecinos de Padrón que venían a pescar junto dó está fundada ».

Traduction
« Cette ville du Carril a commencé à être fondée il y a un peu plus de cent ans. Elle a été fondée par certains habitants de Padrón qui venaient pêcher ensemble. »

### Premier chemin de fer de Galice
Le premier chemin de fer galicien est celui de Santiago à Carril (es), 
qui commence avec la section Cornes - Carril inaugurée le 15 septembre 1873.
Il est construit par la compagnie Ferrocarril Compostelano de Santiago a Carril, à laquelle se substitue en 1886 la Coruña, Santiago and Peninsular Railway Company Limited (CSPR) – mais c'est la Société Royale du Chemin de fer de Compostelle de l'Infante Doña Isabel de Santiago au port de Carril (Real Sociedad del Ferrocarril Compostelano de la Infanta doña Isabel de Santiago al Puerto de Carril), constituée en 1861 avec l'appui de la mairie de Carril et de la Société des Amis du Pays (Sociedad de Amigos del País), qui construit le chemin de fer de Santiago (Saint-Jacques-de-Compostelle) à Carril. Les travaux sont dirigés par l'ingénieur John Stephenson et son associé Camilo Bertorini. Il leur faut 12 ans pour achever un tracé de 42 km avec cinq escales intermédiaires, deux tunnels importants et deux viaducs pour traverser les rivières Sar (es) et Ulla. 

La concession des 33 km de chemin de fer de Pontevedra au port de Carril est signée le 8 avril 1889. En 1892, sous la direction de Tomés Martinez Grau, les 42 km de Santiago à Carril transportent 149 820 voyageurs pour un chiffres d'affaires de 203 737,58 pesetas, et 12 242 Tm de marchandises en grande et petite vitesse fournissent un revenu de 84 634,81 pesetas, soit 288 372,39 pesetas de recettes totales pour 220 270,15 pesetas de dépenses. La même année, le Conseil d’administration situé à Londres est constitué, avec John Livesey comme président et James Livesey et Fils comme ingénieurs consultants. On peut noter au passage que l'ingénieur spécialisé dans les chemins de fer, James Livesey, a investi des capitaux importants dan cette première ligne galicienne : avec son frère John, ils détiennent 26,4 % du total des actions – ce qui les place parmi les principaux actionnaires – en actions et en obligations – de la Coruña, Santiago and Peninsular Railway Company Limited (CSPR).

## Personnalités
- Elpidio Villaverde, homme politique et chef d'entreprise galicien, exilé en Argentine durant la dictature franquiste, né à Vilagarcia de Arousa en 1887;
- José San Martin, peintre, dessinateur et graveur né à Vilagarcia de Arousa en 1951;
- Carlos Blanco Vila, acteur, né à Vilagarcía de Arousa en 1959;
- Montse Fajardo, journaliste et écrivaine, née à Vilagarcía de Arousa en 1973;
- José Antonio Vázquez Taín (1968-), magistrat, surnommé le Robin des Bois de Vilagarcía[10];
- Dani Abalo, joueur de football, né à Vilagarcía de Arousa en 1987.